# Les Gavarres (Suterranya)
Les Gavarres és una partida del terme municipal de Tremp, al Pallars Jussà, dins de l'antic terme de Suterranya.
Està situada a prop i al nord del poble de Suterranya, a migdia del Serrat d'Enrams i de Llabusta, i a l'esquerra del barranc de l'Abeller.